# ريتشارد ديل
ريتشارد ديّل (بالإنجليزية: Richard Diehl)‏ هو عالم إنسان أمريكي، ولد في 1940 في بيت لحم في الولايات المتحدة.